# Acayucan

Acayucan é um município do estado mexicano de Veracruz, com cerca de 35 000 habitantes, fica situado na região de Tuxtlas. Apresenta poços petrolíferos e minas de sal-gema. Cultiva-se milho, tabaco e algodão.